# Rydeled
Rydeled (dansk) eller Rüdeheck (tysk) er en bebyggelse i Lyksborg Kommune, beliggende ved den nordøstlige bred af Mølledammene i det nordlige Angel i Sydslesvig, Nordtyskland. I øst støder Rydeled umiddelbart til den under Munkbrarup hørende landsby Ryde.
Rydeled blev første gang nævnt 1772. Stednavnet henviser til et markled (oldnordisk hlið). På angeldansk hedder landsbyen Ryrrelej. I den danske periode op til 1864 hørte Rydeled under Munkbrarup Sogn (Flensborg Amt). I 1900-tallet nævntes her et enkelt hus. I dag bor der omtrent 40 personer.